# Большое Уклейно (озеро)
Большо́е Укле́йно (бел. Вялі́кае Укле́йна) — озеро в Ушачском районе Витебской области Белоруссии. Относится к бассейну реки Альзиница.

## Описание
Озеро Большое Уклейно располагается в 16 км к юго-западу от городского посёлка Ушачи. Юго-восточнее находится деревня Скачихи. Высота водного зеркала над уровнем моря — 169,8 м.
Площадь поверхности озера составляет 0,39 км², длина — 1,2 км, наибольшая ширина — 0,47 км, длина береговой линии — 2,91 км. Наибольшая глубина — 17,5 м, средняя — 7,3 м. Объём воды в озере — 2,83 млн м³. Площадь водосбора — 25,9 км².
Котловина лощинного типа, вытянутая с юго-запада на северо-восток. Склоны высотой 15—25 м, крутые, местами обрывистые, покрытые лесом. Западные склоны высотой 3—5 м, пологие, поросшие разнотравно-злаковой растительностью. Береговая линия относительно ровная. Берега низкие, песчаные, поросшие кустарником. Местами берега сливаются со склонами котловины.
Дно корытообразной формы. Мелководье узкое, профундаль пологая. Мелководная зона занимает 13 % площади озера. До глубины 5—6 м дно песчаное, глубже распространён кремнезёмистый сапропель с большим содержанием карбонатов. Неподалёку от северного берега присутствует остров площадью 0,9 га. Наибольшая глубина отмечается в 0,14 км к югу от острова.
Минерализация воды достигает 320 мг/л, прозрачность — 1,1 м. Озеро эвтрофное, проточное. С юго-запада впадает ручей, вытекающий из озера Малое Уклейно. С северо-востока вытекает ручей, протекающий через безымянное озеро и далее впадающий в озеро Городно. В озеро также впадают два небольших ручья.
Зарастает 20 % площади водоёма. Растительность распространяется до глубины 3 м.
В воде обитают лещ, щука, плотва, окунь, линь, карась, судак, густера и другие виды рыб, а также раки.